# František Veselý
František Veselý (Praga, 7 dicembre 1943 – 30 ottobre 2009) è stato un calciatore cecoslovacco, dal 1993 ceco, di ruolo attaccante. Campione europeo con la Nazionale cecoslovacca nel 1976.

## Carriera

### Club
Crebbe nello Slavia Praga, allora in seconda divisione, per poi passare al Dukla Praga nel 1962. Rimase in questa società solo due stagioni, riuscendo a vincere due titoli di Campione di Cecoslovacchia (1962-1963 e 1963-1964). La stagione successiva tornò allo Slavia Praga, contribuendo al ritorno nella massima divisione cecoslovacca. Rimase fedele ai colori bianco-rossi dello Slavia fino al 1980. Nella prima lega cecoslovacca giocò in totale 414 partite, con 62 reti.
Trascorse gli ultimi anni della sua carriera in Austria, dove giocò in Rapid Vienna, SC Zwettl e First Vienna FC.

### Nazionale
Esordì nella Nazionale cecoslovacca il 19 settembre 1965 in Cecoslovacchia-Romania 3-1. Partecipò al Mondiale del 1970, giocando 3 gare, e al vittorioso Europeo del 1976, disputando la semifinale contro i Paesi Bassi, realizzando il gol del definitivo 3-1 nei tempi supplementari, e la finale contro la Germania Ovest, vinta ai rigori 5-3.
Giocò l'ultima partita con la maglia della Nazionale il 23 marzo 1977, nella vittoria 4-0 sulla Grecia.
František Veselý è morto all'età di 65 anni. Lo ha comunicato il 30 ottobre 2009 il suo ex club, lo Slavia Praga, senza spiegare le cause della morte inaspettata dell'ex giocatore.

## Palmarès

### Club

#### Competizioni nazionali
- Campionato cecoslovacco: 2

Dukla Praga: 1962-1963, 1963-1964

### Nazionale
- Campionato d'Europa: 1

Jugoslavia 1976